# Judith tenant la tête d'Holopherne
Judith tenant la tête d’Holopherne ("Giuditta che tiene la testa di Oloferne") è un quadro di Victor Mottez, dipinto nel 1852 e le cui dimensioni sono 195 × 158 cm.
Il quadro è conservato al museo di belle arti di Rennes, in Francia.

## Storia
L'opera venne esposta al Salone di Parigi nel 1853. Il quadro è rimasto nella famiglia di Victor Mottez per molti decenni, finché non venne acquistato dal museo di belle arti di Rennes nel 2020. Dopo l'acquisto l'opera venne restaurata.

## Descrizione
Judith tenant la tête d’Holopherne è un quadro che ritrae l'eroina biblica Giuditta che tiene la testa di Oloferne, dopo averlo decapitato. L'opera appartiene alla corrente pittorica dell'orientalismo, che si nota maggiormente nelle vesti della figura e nella sua acconciatura. L'artista, un allievo di Ingres, seppe unire la minuziosità delicata nella resa pittorica, ripresa dal suo maestro, a una sensualità che richiama le opere di Chassériau, resa evidente dal seno scoperto della bella giudea.